# Tommaso Medin
Tommaso Medin (Venezia, 1725 – Londra, 1787) è stato un avventuriero e traduttore italiano.
Uomo colto, fu traduttore dell'Henriade di Voltaire e del Ratto di Proserpina di Claudiano. Dal 1765, a quanto ci riporta Giacomo Casanova, fu capitano di giustizia a Mantova.